# Жужелица решётчатая
Жужелица решётчатая (лат. Carabus cancellatus) — вид жесткокрылых из семейства жужелиц.

## Описание
Длина жуков 20—28 мм. Верхняя сторона тела медного или бронзового цвета, редко темно-синего, темно-зеленого или бронзово-черного цвета. Надкрылья жуков выпуклые, с цепочками бугорков и ребрышками. Между каждыми двумя продольными рядами ямок на находится не более 5 промежутков. Надкрылья у самцов с заметной, а у самок с сильной вырезкой перед вершиной. Первый членик усиков и бёдра ног — красные.

## Ареал и местообитание
Населяет Европу. Интродуцирована в Северную Америку. Обитает в хвойных и лиственных лесах, на полях, лугах, мелколиственных лесах.

## Биология
Жуки и их личинки живут в опавшей листве и других растительных остатках на поверхности почвы. Жуки встречаются с апреля по сентябрь. Питаются дождевыми червями, слизнями, насекомыми и их личинками. Яйца откладываются в июне-июле. Через два месяца из них появляются жуки. Зимует имаго.

## Подвиды
- Carabus cancellatus alessiensis (Apfelbeck 1901)
- Carabus cancellatus cancellatus (Illiger, 1798)
- Carabus cancellatus carinatus (Charpentier, 1825)
- Carabus cancellatus corpulentus (Kraatz, 1880)
- Carabus cancellatus emarginatus (Duftschmid, 1812)
- Carabus cancellatus excisus (Dejean, 1826)
- Carabus cancellatus graniger (Palliardi, 1825)
- Carabus cancellatus tibiscinus (Csiki, 1906)
- Carabus cancellatus tuberculatus (Dejean, 1826)

## Охрана
Вид включен во 2-е издание Красной книги Республики Беларусь (II категория).